# Hello Sunshine
„Hello Sunshine“ je píseň velšské alternativní rockové skupiny Super Furry Animals. Vydána byla v červenci roku 2003 na jejím albu Phantom Power a později, v říjnu toho roku, též jako samostatný singl. Ten se umístil na 31. příčce Britské singlové hitparády. Píseň začíná krátkým samplem písně „By the Sea“ od amerického dua Wendy and Bonnie. Kromě členů kapely v původní nahrávce hraje také perkusionista Kris Jenkins. Zpěvák kapely Gruff Rhys uvedl, že kapela dostala „sedmi-místnou“ nabídku od reklamní agentury za to, že bude píseň použita v reklamě na Coca-Colu. Nabídku však členové odmítli. Důvodem podle Rhyse bylo nevhodné chování společnosti k některým svým zaměstnancům. Kapela později povolila použití v krátkometrážním filmu o porušování lidských práv charity War on Want. Ta často kritizovala právě společnost Coca-Cola za dopad na místní komunity. Píseň dále zazněla ve filmu Sněhový dort velšského režiséra Marca Evanse, který s kapelou spolupracoval již ve filmu Beautiful Mistake (2000), v němž si členové zahráli po boku hlavního protagonisty Johna Calea. K písni byl také natočen oficiální videoklip, který režíroval dlouholetý spolupracovník kapely Pete Fowler. V roce 2016 píseň vyšla na kompilaci ZOOM! The Best of Super Furry Animals, 1995–2016. Její remix vyšel na desce Phantom Phorce (2004).